# Liste der Nationalschätze Japans (Schriftstücke)

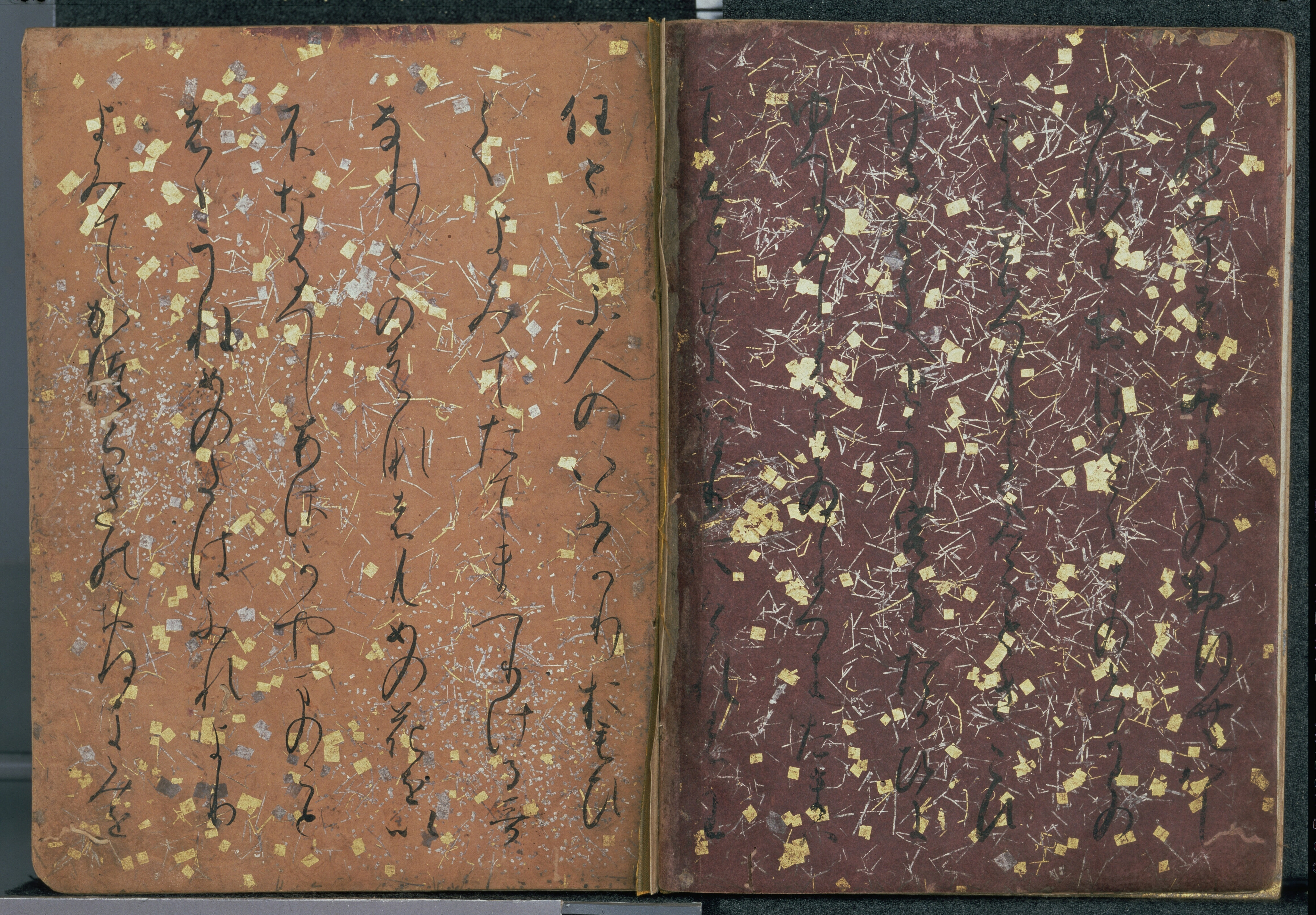
Teil des ältesten noch erhaltenen und vollständigen Manuskripts der Gedichtanthologie Kokin Wakashū

Die Bezeichnung Nationalschatz wird seit 1897 verwendet, um besonders bedeutsame Kulturgüter zu bezeichnen. Auch wenn sich die Definition und die Kriterien für Nationalschätze im Laufe der Zeit änderten, folgt die nachstehende Liste den Bestimmungen des gegenwärtig gültigen Kulturgutschutzgesetzes von 1951. Die Nationalschätze wurden vom Ministerium für Bildung, Kultur, Sport, Wissenschaft und Technologie aufgrund ihres „besonders hohen historischen oder künstlerischen Wertes“ ausgewählt.
Die Schrift gelangte erst etwa 400 n. Chr. in Form chinesischer Werke mit einwandernden Schriftgelehrten vom Festland über Korea nach Japan. Im 5. und 6. Jahrhundert verblieb die Fähigkeit zu lesen und zu schreiben noch auf einem geringen Niveau, doch im 7. Jahrhundert begannen gelehrte Aristokraten wie Prinz Shōtoku Chinesisch für amtliche Dokumente und zur Beförderung des Buddhismus zu verwenden. Dadurch wurden Lesen und Schreiben im späten 7. Jahrhundert feste Bestandteile im Leben des Adels und der intellektuellen Elite, insbesondere solchen in Regierungsämtern und in religiösen Einrichtungen. Die frühesten umfangreichen Werke Japans sind das Kojiki (712) und das Nihon Shoki (720). Die frühen Schriften Japans aus der Nara-Zeit umfassen zudem Biografien des Prinzen Shōtoku, geografische Verzeichnisse (Fudoki) und das Man’yōshū, die erste Gedichtanthologie. Diese frühen Schriften sind entweder in Chinesisch geschrieben oder in einem japanisch-chinesischen Mischstil, der sich am Chinesischen orientiert. Erst mit der Entwicklung einer eigenen japanischen Schrift, den Kana, begann im 9. Jahrhundert die klassische japanische Literatur. Diese Entwicklung führte zu einer Reihe neuer japanischer Literaturgattungen und -formen, wie Erzählungen (Monogatari) oder Tagebüchern (Nikki). Durch das außerordentliche Interesse und die Anteilnahme des Hofes in der Heian-Zeit erblühte die schriftstellerische Tätigkeit besonders im 11. und 12. Jahrhundert.
Die nachstehende Liste umfasst japanische Schriftdokumente unterschiedlicher Art, die in der Asuka-Zeit und Kamakura-Zeit zusammengestellt wurden. Bei mehr als der Hälfte der aufgeführten 68 Werke handelt es sich um Lyrik und Prosa. Hinzu kommt ein Abschnitt mit historiografischen Schriften, beispielsweise Manuskripte des Kojiki und Nihon Shoki, aber auch (Gebrauchs)texte wie Wörterbücher, Gesetzestexte, Biografien und Notenblätter sind in diesem Abschnitt zu finden. Die als Nationalschatz designierten Manuskripte entstanden im Zeitraum von der frühen Heian-Zeit (9. Jahrhundert) bis zur Edo-Zeit. Sie sind in buddhistischen Tempeln, Museum, Bibliotheken oder Archiven und Universitäten untergebracht oder befinden sich im Privatbesitz.
Die hier aufgeführten japanischen Schriftstücke repräsentieren etwa ein Drittel der 223 Nationalschätze in der Kategorie „Schriftstücke / Dokumente“. Darüber hinaus gehören 56 chinesische Bücher und 99 „andere“ Schriftstücke zu den Nationalschätzen dieser Kategorie.

## Kennzahlen

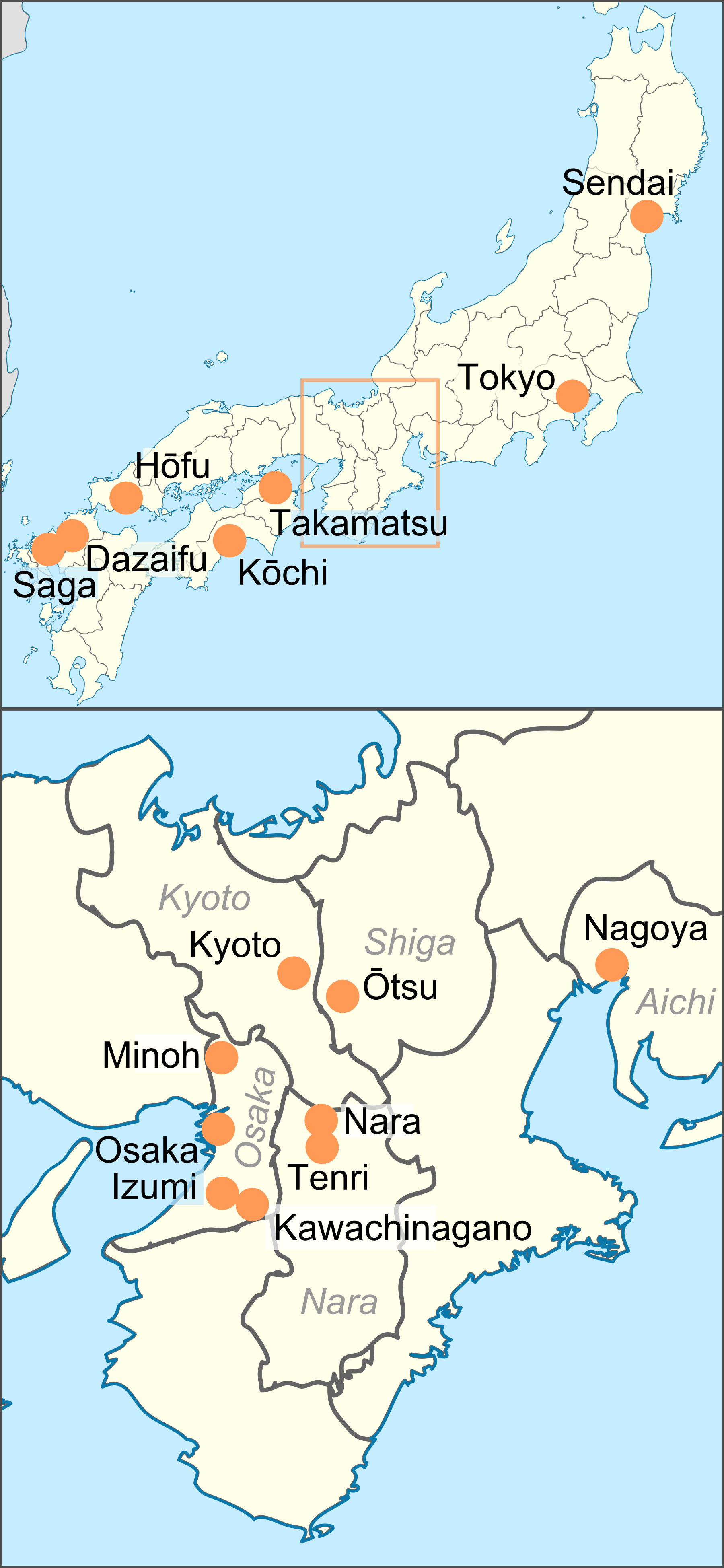
Aufbewahrungsorte der Nationalschätze in der Kategorie japanische Schriftstücke

| Präfektur           | Stadt         | Anzahl der Nationalschätze |
| ------------------- | ------------- | -------------------------- |
| Präfektur Aichi     | Nagoya        | 1                          |
| Präfektur Fukuoka   | Dazaifu       | 1                          |
| Präfektur Kagawa    | Takamatsu     | 1                          |
| Präfektur Kōchi     | Kōchi         | 1                          |
| Präfektur Kyōto     | Kyōto         | 27                         |
| Präfektur Miyagi    | Sendai        | 1                          |
| Präfektur Nara      | Nara          | 2                          |
| Präfektur Nara      | Tenri         | 3                          |
| Präfektur Osaka     | Izumi         | 1                          |
| Präfektur Osaka     | Kawachinagano | 2                          |
| Präfektur Osaka     | Minō          | 1                          |
| Präfektur Osaka     | Osaka         | 2                          |
| Präfektur Saga      | Saga          | 1                          |
| Präfektur Shiga     | Ōtsu          | 1                          |
| Präfektur Tokio     | Tokio         | 22                         |
| Präfektur Yamaguchi | Hōfu          | 1                          |

| Zeitabschnitt | Nationalschätze |
| ------------- | --------------- |
| Heian-Zeit    | 50              |
| Kamakura-Zeit | 16              |
| Namboku-chō   | 2               |

## Legende
Die Spalten der nachfolgenden Tabelle sind, mit Ausnahme der Spalten Anmerkungen und Bild, sortierbar.
- Titel: Bezeichnung des Nationalschatzes gemäß der Datenbank Nationaler Kulturgüter[3]
- Autor: Name des Verfassers
- Anmerkung: Art und Inhalt des Manuskripts
- Datum: Entstehungszeit, sortiert nach Jahr. Ist nur der Zeitabschnitt bekannt, wird der Beginn des Abschnitts als Sortierkriterium verwendet.
- Format: Art, Technik und Abmessung, sortiert nach folgenden Dokumentarten: Schriftrolle (inclusive Briefen und handscrolls), Buch (umfasst Alben, Bücher mit Standardbindung und Bücher mit Fukuro-toji Bindung)[Anm. 2] und andere (umfasst auch Hängerollen)
- Aufbewahrungsort: Tempel, Schrein, Museum – Stadt – Präfektur, sortiert nach Präfektur
- Bild: Bild des Manuskripts

## Nationalschätze

### Japanische Schriftstücke
Die Übernahme der chinesischen Schrift, die im 5. oder 6. Jahrhundert nach Japan gelangte und die darauf folgende Entwicklung eines eigenen Schriftsystems, der japanischen Sprache, spiegelt sich in der klassischen japanischen Literatur und den alten Schriftdokumenten aus der Zeit des 7. bis 13. Jahrhunderts wider. Dieser Prozess bewirkt auch die Entstehung einzigartiger Gattungen der japanischen Literatur, die auf chinesisches Vorbild zurückgeht. Die frühesten Zeugnisse japanischer Literatur reichen ins 7. Jahrhundert zurück. Es handelt sich dabei um japanische Gedichte (Waka) und um Lyrik, die von japanischen Dichtern in Chinesisch verfasst wurde (Kanshi). Während Letztere im Vergleich zu den umfangreichen chinesischen Anthologien literarisch noch einen geringeren Wert besaßen, machte die Waka Lyrik in der Nara-Zeit große Fortschritte und fand einen ersten Höhepunkt im Man’yōshū, eine Anthologie mit etwa 4000 Tanka (Kurzgedichten), kompiliert von der Mitte des 7. bis zur Mitte des 8. Jahrhunderts.
Bis zum 9. Jahrhundert verwendete man zum Schreiben japanischer Texte die sogenannten Man’yōgana, chinesische Schriftzeichen, die nach ihrem Lautwert und weniger nach ihrer Bedeutung benutzt wurden. Weil Texte dadurch lang und unhandlich wurden, begann man die Man’yōgana für Gedichte zu verwenden, während das Chinesische der Prosa vorbehalten blieb. Folglich sind die Prosa-Abschnitte des Man’yōshū in Chinesisch, während die Gedichte und Lieder des Kojiki etwa in Man’yōgana geschrieben sind. Als weitere revolutionäre Errungenschaft folgte die Entwicklung der Kana, einer eigenständigen japanischen Schrift von Mitte bis Ende des 9. Jh.
Diese neue Schrift ermöglichte es den japanischen Autoren einfacher in ihrer eigenen Sprache zu schreiben und sie führte zu neuen Formen der Prosaliteratur wie dem Monogatari und dem Tagebuch („Nikki“).
Bedingt durch die Wiederbelebung traditioneller Werte und die hohe Wertschätzung, die der Kaiserhof der Literatur beimaß, erreichten die Waka-Dichtung und die japanische Prosa ihren Höhepunkt etwa im 10. Jahrhundert. Daher wird die Heian-Zeit (von 794 bis 1185) im Allgemeinen auch als das Zeitalter der klassischen japanischen Literatur betrachtet. Als eindrucksvolle Errungenschaft dieser Zeit gilt das Genji Monogatari der Hofdame Murasaki Shikibu.
Eine weitere Gattung der Erzählliteratur sind die Setsuwa, ursprünglich mündlich tradierte Mythen, Legenden und Volksmärchen. Als solche sind die Setsuwa die älteste japanische Erzählform, geprägt von buddhistischen Themen und mit belehrendem Duktus. Die älteste Sammlung solcher Setsuwa ist das Nihon Ryōiki aus dem frühen 9. Jahrhundert. Weitere Zusammenstellungen entstammen dann dem späten 11. Jahrhundert beginnend mit dem Konjaku Monogatarishū. Das Genji Monogatari beeinflusste viele literarische Werke des 11. und 12. Jahrhunderts. In der frühen Kamakura-Zeit (um 1200) entsteht eine Vielzahl von Monogatari und poetologischen Schriften.

#### Waka
Waka (wörtlich „japanisches Gedicht“) oder Uta (Lied) sind wichtige Gattungen der japanischen Literatur. Die Bezeichnung entstammte der Heian-Zeit und diente dazu von Japanern verfasste Dichtung in japanischer Sprache von solcher in chinesischer Sprache (Kanshi) zu unterscheiden. Waka wurden zu Beginn mündlich tradiert in Geschichten, bei Festen und Kulthandlungen bis sie im 8. Jahrhundert auch schriftlich fixiert wurden. In der Asuka- und Nara-Zeit umfasste das Waka noch eine Vielzahl poetischer Formen, wie das Tanka, das Chōka („Langgedicht“), das Bussokusekika („Buddhafußspurgedicht“), das Sedōka und das Kata-Uta, von denen bis zum 10. Jahrhundert nur das Tanka mit seinen 31 Moren fortbestand. Das Man’yōshū ist die erste und früheste Aufzeichnung japanischer Dichtung und die erste Waka-Anthologie. Es umfasst mit ca. 4200 Tanka, 260 Chōka und 50 Sedōka die drei Hauptformen der Dichtung aus einem Zeitraum von annähernd einem Jahrhundert bis zu seiner Fertigstellung im Jahre 759.
Für das private wir öffentliche Fortkommen von Höflingen und Adligen in der Heian-Zeit war es entscheidend mit der Abfassung und Beurteilung von Waka Gedichten ebenso vertraut zu sein wie über eine gründliche Kenntnis von Musik und Kalligraphie zu verfügen. Poesie war Bestandteil geistreicher Unterhaltungen, von Einladungen, Dankes- und Beileidsbezeugungen wie auch dem Briefwechsel zwischen Freunden und Geliebten. Einige der ausgezeichnetsten Beispiele Heian-zeitlicher Poesie stammte von Hofdamen und Beamten im mittleren Dienst. Vom Jahr 885 an wurden Dichterwettstreite (utaawase) abgehalten, die vom 10. Jahrhundert an fester Bestandteil des Lebens am Hofe wurden und in denen ein Gedicht zu einem vorgegebenen Thema abgefasst und von einem Richter beurteilt wurde. Die Beurteilung in diesen Wettstreiten bewirkte die Entstehung theoretischer Abhandlungen über die Waka Dichtung. Diese kritischen Betrachtungen und Gedichte, die in die kaiserlichen Anthologien aufgenommen wurden, bildeten die Basis für das Urteil in Dichterwettstreiten, die mehr als gesellschaftliche, denn als literarisches Veranstaltung bis ins späte 22. Jahrhundert fortgesetzt wurden. Waka wurden während der Heian-Zeit entweder in umfangreichen Anthologien wie dem Man’yōshū oder dem Kokinshū gesammelt oder aber in kleineren, privaten Sammlungen von Werken einzelner Dichter. Daneben waren sie häufig auch Bestandteil von Prosawerken, so enthält das Genji Monogatari beispielsweise 800 Waka.
Auch wenn zum Ende der Heian-Zeit der Hofadel seine politischen und wirtschaftlichen Einfluss an den Kriegsadel (Buke) abtreten musste, so blieb er der Hüter der Kultur und Literatur. Die Sehnsucht nach dem vergangenen Hofleben der Heian-Zeit, die förderhin als japanische Klassik der chinesischen Klassik entgegengestellt wurde, führte in der frühen Kamakura-Zeit zu einer Renaissance der Künste und zu einer erneuten Blüte der Waka-Dichtung. Dichter mit mittleren und niederen Amtsrängen wie Fujiwara no Shunzei, Saigyō Hōshi und Fujiwara no Teika untersuchten die frühen Werke, schrieben kritische Kommentare und ergänzten die Waka Dichtung um neue ästhetische Werte wie etwa das Prinzip des Yūgen. Einige der besten Anthologien, die auf kaiserlichen Geheiß hin erstellt wurden, wie etwa das Korai fūteishō von Shunzei entstanden auf diese Weise in der frühen Kamakura-Zeit. Der Kreis der Dichter erweiterte sich vom Adel auf hochrangige Krieger und Priester. Mit dem 14. Jahrhundert verdrängten die Kettengedichten (Renga) die Waka Dichtung in ihrer Bedeutung.
Die nachstehende Tabelle umfasst 24 Nationalschätze aus 14 Waka-Sammlungen und zwei poetologische Schriften, die zwischen dem 8. und 13. Jahrhundert kompiliert wurden. Bei den beiden poetologischen Schriften handelt es sich um das Wakatai jisshu (945) und das Korai fūteishō (1197). Zu den Waka-Sammlungen gehören: die ersten auf kaiserlichen Erlass hin angelegten Anthologien Kokin-wakashū (905, „Sammlung alter und moderner Gedichte“) und das Gosen-wakashū (951, „Nachlese“), dazu sieben Privatsammlungen: das Man’yōshū (759), das Shinsō Hishō (1008), die Sammlung Nyūdō Udaijin-shū (vor 1065), das Sanjūrokunin Kashū (ca. 1112), das Ruijū Koshū (vor 1120), das Shūi Gusō (1216), das Myōe Shōnin Kashū (1248) und Dokumente zu fünf Dichterwettstreiten (utaawase). Zu den letztgenannten Dokumenten gehören die Konoe-Ausgabe des fiktiven Wettstreits der Dichterfürsten (Kasen utaawase) in zehn Rollen, der Ruijū-Wettstreit, der in 29 Runden im Hirota-Schrein ausgetragen wurde und die Aufzeichnungen zu einem Wettstreit in 15 Runden.
| Bezeichnung | Autor(en)                                                                  | Anmerkung | Datum | Format | Aufbewahrungsort                                                       | Bild |
| --- | -------------------------------------------------------------------------- | --- | --- | --- | ---------------------------------------------------------------------- | ---- |
| Man’yōshū (万葉集, Sammlung der zehntausend Blätter)                                                                                        | vermutlich Fujiwara no Korefusa (藤原伊房), Enkel von Fujiwara no Yukinari | Auch als Aigami-Ausgabe (oder Ranshi-Ausgabe) bezeichnet nach dem blau gefärbten Papier der Rolle; man sagt, die Niederschrift des gesamten Textes sei innerhalb von lediglich vier Tagen erfolgt (gemäß einer Nachschrift der ersten Rolle); in einem für diese Zeit untypisch männlichen Stil verfasst | späte Heian-Zeit                                                                                                 | Bruchstücke einer Schriftrolle (Rolle 9), Tinte auf durch Tagblumen (aigami) gefärbtem Papier, Abmessung: 26,6 × 1,133 cm                                          | Nationalmuseum Kyōto, Kyōto                                            |      |
| Man’yōshū (万葉集, Sammlung der zehntausend Blätter) oder Kanazawa Manyō (金沢万葉)                                                         | unbekannt                                                                  | überliefert durch die Maeda, deren Sitz sich in Kanazawa befand | Heian-Zeit, 11. Jh.                                                                                              | (Teilstück von Rolle Nr. 3 (zwei Blätter) und Rolle Nr. 6 (fünf Blätter)), Tinte auf Schmuckpapier im Fünf-Farben-Design (彩牋, saisen), Abmessung: 21,8 × 13,6 cm | Maeda Ikutokukai, Tokio                                                |      |
| Anthologie der zehntausend Blätter, Genryaku-Ausgabe (元暦校本万葉集, Genryaku kōhon Man'yōshū)                                             | Verschiedene                                                               | Man'yōshū-Ausgabe mit der umfangreichsten Gedichtzahl | Heian-Zeit, 11. Jahrhundert; Rolle Nr. 6: Kamakura-Zeit, 12. Jh.; Nachschrift auf Rolle Nr. 20 vom 9. Juni 1184  | 20 Bücher mit fukuro-toji Bindung gebunden, Tinte auf Schmuckpapier, Abmessung: 25,0 × 17,0 cm                                                                     | Nationalmuseum Tokio, Tokio                                            |      |
| Kokin-wakashū (古今集, Sammlung alter und moderner Gedichte)                                                                                | Fujiwara no Kiyosuke zugeschrieben                                         | | Heian-Zeit, 12. Jahrhundert                                                                                      | Zwei gebundene Bücher | Maeda Ikutokukai, Tokio                                                |      |
| Kokin-wakashū (古今集, Sammlung alter und moderner Gedichte), Kōya-Ausgabe                                                                  | unbekannt                                                                  | Ältestes erhaltenes Manuskript des Kokin Wakashū | Heian-Zeit | Bruchstück von Rolle 19 | Maeda Ikutokukai, Tokio                                                |      |
| Kokin-wakashū (古今集, Sammlung alter und moderner Gedichte), Gen'ei-Ausgabe                                                                | vermutlich Fujiwara no Sadazane, Enkel von Fujiwara no Yukinari            | Ältestes vollständiges Manuskript des Kokin Wakashū | Heian-Zeit, 24. Juli 1120                                                                                        | zwei gebundene Bücher, Tinte auf Schmuckpapier, Abmessung: 21,1 × 15,5 cm                                                                                          | Nationalmuseum Tokio, Tokio                                            |      |
| Kokin-wakashū (古今集, Sammlung alter und moderner Gedichte), Manshuin-Ausgabe                                                              | unbekannt                                                                  | | Heian-Zeit, 11. Jahrhundert                                                                                      | Eine Schriftrolle, Tinte auf farbigem Papier | Manshuin, Kyōto                                                        |      |
| Kokin-wakashū (古今集, Sammlung alter und moderner Gedichte)                                                                                | Niederschrift von Fujiwara no Teika                                        | nebst kaiserlichen Briefen von Tennō Go-Tsuchimikado, Tennō Go-Nara und dem Entwurf eines Briefes von Tennō Go-Kashiwabara | Kamakura-Zeit, 9. April 1226                                                                                     | Ein gebundenes Buch | Reizei-ke Shiguretei Bunko (冷泉家時雨亭文庫), Kyōto                   |      |
| Kokin-wakashū (古今集, Sammlung alter und moderner Gedichte), Kōya-Ausgabe                                                                  | unbekannt                                                                  | Ältestes erhaltenes Manuskript des Kokin Wakashū | Heian-Zeit, 11. Jahrhundert                                                                                      | Eine Schriftrolle (Nr. 5), Tinte auf Schmuckpapier, Abmessung: 26,4 × 573,6 cm                                                                                     | Privatbesitz, Tokio                                                    |      |
| Kokin-wakashū (古今集, Sammlung alter und moderner Gedichte), Honami-Ausgabe                                                                | unbekannt                                                                  | Die Bezeichnung der Ausgabe geht zurück auf den Maler Honami Kōetsu, in dessen Besitz sich die Schriftrolle einst befand; umfasst 49 Waka aus der 12. Schriftrolle (mit Liebesgedichten II); geschrieben auf importiertem Chinapapier verziert mit eingeprägten Bambusmotiven und Aprikosenblüten        | späte Heian-Zeit, 11. Jahrhundert                                                                                | Bruchstücke einer Rolle (Nr. 12), Tinte auf Schmuckpapier, Abmessung: 16,7 × 317,0 cm                                                                              | Nationalmuseum Kyōto, Kyōto                                            |      |
| Kokin Wakashū (古今和歌集), Kōya-Ausgabe | unbekannt                                                                  | Ältestes erhaltenes Manuskript des Kokin Wakashū | Heian-Zeit, 11. Jahrhundert                                                                                      | Eine Schriftrolle (Rolle Nr. 20) | Schatzsammlung und Archiv der Yamauchi-Familie, Kōchi, Präfektur Kōchi |      |
| Kokin Wakashū (古今和歌集), Kōya-Ausgabe | möglicherweise Fujiwara no Yukinari                                        | Ältestes erhaltenes Manuskript des Kokin Wakashū | Heian-Zeit, 11. Jahrhundert                                                                                      | Eine Schriftrolle (Rolle Nr. 8), Tinte auf Schmuckpapier | Mōri Museum, Hōfu, Präfektur Yamaguchi                                 |      |
| Vorwort zum Kokin-wakashū (古今和歌集序, Kokin-wakashū-jo)                                                                                  | Minamoto no Shunrai zugeschrieben                                          | | Heian-Zeit, 12. Jahrhundert                                                                                      | Eine Schriftrolle, 33 Blätter, Tinte auf gefärbtem Papier | Ōkura Shūkokan, Tokio                                                  |      |
| Gosen-wakashū (後撰和歌集, „Nachlese“) | zusammengestellt von Fujiwara no Teika                                     | 1425 Gedichte, vornehmliche jene, die nicht in das Kokin Wakashū aufgenommen wurden | Kamakura-Zeit, 2. März 1234                                                                                      | ein gebundenes Buch | Reizei-ke Shiguretei Bunko 冷泉家時雨亭文庫, Kyōto                     |      |
| Dichterwettstreit (歌合, Utaawase), zehnbändige Ausgabe                                                                                     | vermutlich Prinz Munetaka                                                  | überliefert durch das Adelsgeschlecht der Konoe | Heian-Zeit, 11. Jh.                                                                                              | Fünf Bände (Bde. 1, 2, 3, 8, 10), Tinte auf Papier | Maeda Ikutokukai, Tokio                                                |      |
| Dichterwettstreit (歌合, Utaawase), zehnbändige Ausgabe                                                                                     | vermutlich Prinz Munetaka                                                  | überliefert durch das Adelsgeschlecht der Konoe | Heian-Zeit, 11. Jahrhundert                                                                                      | Eine Rolle (Nr. 6), Tinte auf Papier, Abmessung: 28,8 × 284,1 cm                                                                                                   | Yōmei Bunko, Kyōto                                                     |      |
| Dichterwettstreit der Dichterfürsten (歌仙歌合, Kasen utaawase)                                                                             | Fujiwara no Yukinari zugeschrieben                                         | Gedichte von 30 berühmten Dichtern darunter Kakinomoto no Hitomaro und Ki no Tsurayuki, zweispaltig gelistet | Heian-Zeit, Mitte des 11. Jahrhunderts                                                                           | Eine Schriftrolle, Tinte auf Papier | Kobusō-Gedenk- und Kunstmuseum, Izumi, Präfektur Osaka                 |      |
| Gedichte eines Dichterwettstreits der Kanpyō-Zeit auf Veranlassung der Kaiserin (寛平御時后宮歌合, Kanpyō no ontoki kisai no miya utaawase) | vermutlich Prinz Munetaka                                                  | Teilstück der vierten Schriftrolle, die zu dem Zehn Schriftrollen-Dichterwettstreit gehört, die durch die Konoe-Familie überliefert sind; diese Rolle umfasst 36 der noch erhaltenen 43 Gedichte. | Heian-Zeit, 11. Jahrhundert                                                                                      | Eine Schriftrolle, Tinte auf Papier, Abmessung: 28,8 × 1133,2 cm                                                                                                   | Nationalmuseum Tokio, Tokio                                            |      |
| Nachlese eigener Entwürfe (拾遺愚草, Shūi gusō)                                                                                             | Fujiwara no Teika                                                          | Private Anthologie mit 2885 Gedichten von Fujiwara no Teika | Kamakura-Zeit, 1216                                                                                              | Drei gebundene Bücher | Reizei-ke Shiguretei Bunko, Kyōto                                      |      |
| Korai fūteishō (古来風躰抄) | Fujiwara no Shunzei                                                        | Erstausgabe | Kamakura-Zeit, 1197                                                                                              | Zwei gebundene Bücher | Reizei-ke Shiguretei Bunko, Kyōto                                      |      |
| Aufzeichnung eines Dichterwettstreits in 50 Runden (十五番歌合 Jūgoban utaawase)                                                            | Fujiwara no Korefusa 藤原伊房, Enkel von Fujiwara no Yukinari              | - | Heian-Zeit, 11. Jahrhundert                                                                                      | Eine Schriftrolle, farbiges Papier, Abmessung: 25,3 × 532,0 cm | Maeda Ikutokukai, Tokio                                                |      |
| Dichterwettstreit in 29 Runden im Hirota Shrine (広田社二十九番歌合 Hirota-sha nijūkuban utaawase)                                          | Fujiwara no Shunzei                                                        | | Heian-Zeit, 1172                                                                                                 | Drei Rollen, Tinte auf Papier | Maeda Ikutokukai, Tokio                                                |      |
| Wakatai jisshu (和歌躰十種) | vermutlich Fujiwara no Tadaie                                              | Poetologische Schrift über Waka mit fünf Beispielen in Hiragana; auch als Tadamine jisshu (忠岑十種) bezeichnet in Anlehnung an Mibu no Tadamine, den Autor des 945 entstandenen Werks; ältestes erhaltenes Manuskript dieses Werks                                                                      | Heian-Zeit, circa 1000                                                                                           | Eine Schriftrolle, Tinte auf Schmuckpapier, Abmessung: 26,0 × 324,0 cm; eine Hängerolle (Buchfragment), Tinte auf Schmuckpapier, Abmessung: 26,0 × 13,4 cm         | Nationalmuseum Tokio, Tokio                                            |      |
| Sammlung (von Gedichten der) 36 Dichterfürsten (三十六人家集 Sanjūrokunin kashū), Nishi Hongan-ji-Ausgabe                                   | unbekannt                                                                  | Der Nominierung zum Nationalschatz beigefügt ist ein Brief von Tennō Go-Nara | Heian-Zeit, um 1100 (32 gebundene Bücher); Kamakura-Zeit (ein gebundenes Buch), Edo-Zeit (vier gebundene Bücher) | 37 gebundene Bücher | Nishi Honganji, Kyōto                                                  |      |
| Dichterwettstreit über verschiedene Themen / Sammlung von Dichterwettstreiten (類聚歌合 Ruijū utaawase), 20-bändige Ausgabe                 | kompiliert von Minamoto Masazane und Fujiwara no Tadamichi                 | umfangreiche Sammlung poetischer Inhalte bis 1126; begonnen von Minamoto Masazane und später fortgeführt unter Zusammenarbeit mit Fujiwara no Tadamichi | Heian-Zeit, 12. Jahrhundert                                                                                      | 19 Schriftrollen, Tinte auf Papier, Abmessung: 26,8 × 2406,4 cm (Bd. 8) und 27,0 × 2637,1 cm (Bd. 11)                                                              | Yōmei Bunko, Kyōto                                                     |      |
| Ruijū Koshū (類聚古集) | Fujiwara no Atsutaka (藤原敦隆)                                            | Neuauflage des Man’yōshū; Gedichte sind nach Themen wie Jahreszeit, Himmel und Erde sowie Landschaft angeordnet; in Man'yōgana und Hiragana verfasst. | Heian-Zeit, vor 1120                                                                                             | 16 gebundene Bücher, Tinte auf Papier | Ryukoku-Universität, Kyōto                                             |      |
| Sammlung von Gedichten des Priesters Myōe (明恵上人歌集 Myōe Shōnin Kashū)                                                                  | Kōshin (高信)                                                              | Sammlung von 112 Gedichten des Priesters Myōe und 43 Gedichten anderer Dichter, kompiliert von Myōes Schüler Kōshin anlässlich des 17ten Todestags von Myōe | Kamakura-Zeit, 1248                                                                                              | One Schriftrolle, Tinte auf papier, 27,8 × 1350 cm | Nationalmuseum Kyōto, Kyōto                                            |      |
| Shinsō Hishō (深窓秘抄) | Fujiwara no Kintō                                                          | Sammlung von 101 Gedichten | Heian-Zeit, 1008                                                                                                 | Eine Rolle, Tinte auf Papier, 26,3 × 830 cm | Kunstmuseum Fujita, Osaka                                              |      |
| (入道右大臣集 Nyūdō Udaijin-shū) | Minamoto no Shunrai und Fujiwara no Teika (je 6 und 7 Seiten)              | Abschrift einer Gedichtanthologie von Fujiwara no Yorimune (藤原頼宗) | Heian-Zeit | Ein Buch, 31 Seiten mit fukuro-toji Bindung Tinte auf Schmuckpapier im Fünf-Farben-Design (彩牋 Saisen)                                                            | Maeda Ikutokukai, Tokio                                                |      |

#### Monogatari, Japanisch-Chinesische Dichtung, Setsuwa
Sechs Werke japanischer Prosa und chinesisch-japanischer Dichtung, die vom frühen 9. bis zur ersten Hälfte des 13. Jahrhunderts kompiliert wurden, bilden zehn weitere Nationalschätze. Die Schriftstücke in diesem Abschnitt entstanden zwischen dem frühen 10. und der zweiten Hälfte des 13. Jahrhunderts. Die drei Bände des Nihon Ryōiki wurden 822 vom buddhistischen Kleriker Kyōkai zusammengestellt. Es ist die älteste Sammlung zumeist kurzer Setsuwa-Erzählungen, die als solche in der Regel ein buddhistisches Element enthalten. Zwei der vier verschiedenen erhaltenen, aber unvollständigen Fassungen sind als Nationalschätze deklariert. Eines der ältesten nachgelassenen Schriftstücke japanischer Prosa und zugleich das älteste in Kana verfasste Werk ist das „Tosa Nikki“, ein von Ki no Tsurayuki 935 verfasstes Werk in Form eines Tagebuchs. Es ist zudem das älteste Dokument der Reiseliteratur, in dem eine Reise von der alten Provinz Tosa nach Kyōto geschildert wird. Darin finden sich auch annähernd 60 Gedichte, eingebettet in erzählende Passagen, die die Umstände und den Anlass des Dichtens erläutern. Das Tosa Nikki wurde daher auch als Musterbeispiel japanischer Dichtung gewertet. Die Originalhandschrift von Ki no Tsurayuki wurde zunächst im Rengeō-in aufbewahrt, ging dann in den Besitz von Ashikaga Yoshimasa, wo sich ihre Spur dann verliert. Alle noch erhaltenen Manuskripte sind Abschriften dieses Originals aus dem Rengeō-in. Die älteste erhaltene Abschrift, die auf das Jahr 1235 datiert, stammt von Fujiwara no Teika; eine weitere ein Jahr später entstandene Abschrift geht auf dessen Sohn Fujiwara no Tameie zurück. Beide Abschriften sind originalgetreue Kopien des Textes, der Darstellung, Orthographie und Kalligraphie.
Das Sanbō Ekotoba („Drei Kleinode in Wort und Bild“ oder „Bilder und Erklärungen zu den Drei Juwelen“) wurde 984 von Minamoto no Tamenori zur Unterhaltung für Sonshi Naishinnō, einer Tochter des Tennō, die sich für ein Leben als Nonne entschieden hatte, geschrieben. Es ist eine Leitfaden für Nonnen und Mönche und beinhaltet Erzählungen über wichtige Feiern und Personen des Buddhismus. Das zum Nationalschatz ernannte Schriftstück, das Tōji Kanchiin von 1273 ist die zweitälteste erhaltene Fassung des Sanbō Ekotoba. Anders als die Tōdaiji-gire Fassung aus der späten Heian-Zeit, die als Sammlung von Fragmenten überliefert ist, ist die hier aufgeführte Fassung nahezu vollständig.
Das Wakan Rōeishū, eine Sammlung von 234 chinesischen Gedichten, 353 von japanischen Dichtern in Chinesisch geschriebenen Gedichten (Kanshi) und 216 Waka – allesamt thematisch angeordnet – gibt Zeugnis vom Kulturaustausch zwischen Japan und China. Die im frühen 11. Jahrhundert von Fujiwara no Kintō zusammengestellte Anthologie ist die erste und einflussreichste ihrer Art. Der Titelbestandteil „Sammlung von Rōei“ legt nahe, dass die Gedichte zur Rezitation mit Musikbegleitung bzw. zum Singen gedacht waren. Drei auf Schmuckpapier geschriebene Manuskripte des Wakan Rōeishū wurden als Nationalschätze deklariert; darunter zwei Schriftrollen, die sich im Nationalmuseum Kyōto befinden und die eine vollständige Abschrift in der seltenen Ashide-e-Technik. darstellen. Die Konoe-Ausgabe in der Yōmei Bunko wiederum ist ein vorzügliches Beispiel des kunsthandwerklichen Könnens auf karakami Papier koloriert mit der Fünf-Farben-Technik (saisen). während die Ōtagire Fassung sich auf gefärbtem Papier mit Goldverzierungen präsentiert.
Das Konjaku Monogatarishū von 1120 ist eine der wichtigsten erhaltenen Setsuwa-Sammlungen, deren Autor unbekannt ist und die mehr als 1000 kleine Erzählungen versammelt. Etwa zwei Drittel der Geschichten berichten die Verbreitung des Buddhismus von Indien über China bis nach Japan. Damit ist das Konjaku Monogatarishū die erste in Japanisch geschriebene Geschichte des Buddhismus. Die hier aufgeführte Handschrift mit neun Rollen ist bekannt als Suzuka-Fassung, die Setsuwa aus Indien (Rollen 2 und 5), China (Rollen 7, 9, 10) und Japan (Rollen 12, 17, 27, 29) umfasst. Es ist die älteste erhaltene Ausgabe.
Auch ein Kommentar zum Genji Monogatari von Fujiwara no Teika, die Okuiri-Fassung, wurde zum Nationalschatz erhoben. Entstanden 1233 ist es der zweitälteste Kommentar zum Genji Monogatari und als solches eine Ergänzung des Genji Shaku von 1160.
| Name                                                                               | Verfasser                           | Anmerkungen | Datum                              | Format                                                                                   | Aufbewahrungsort                                                                    | Bild |
| ---------------------------------------------------------------------------------- | ----------------------------------- | --- | ---------------------------------- | ---------------------------------------------------------------------------------------- | ----------------------------------------------------------------------------------- | ---- |
| Nihon Ryōiki (日本霊異記) Bde. 2 und 3                                             | unbekannt                           | Japans älteste Sammlung buddhistischer Setsuwa. Bis zur Entdeckung der Bände im Jahr 1973 gab es keine vollständige Textfassung des Nihon Ryōiki. Ein Duplikat des ersten Bandes, der sich im Kōfuku-ji in Nara befindet, ist ebenfalls als Nationalschatz deklariert. | späte Heian-Zeit, 12. Jahrhundert  | Zwei gebundene Bücher (Bde. 2, 3), Tinte auf Papier                                      | Raigō-in (来迎院), Kyōto                                                            |      |
| Nihon Ryōiki (日本霊異記) Bd. 1                                                    | unbekannt                           | Japans älteste Sammlung buddhistischer Setsuwa. Ein Duplikat des zweiten Bandes, das im Raigō-in (来迎院) in Kyōto aufbewahrt wird, ist ebenfalls als Nationalschatz deklariert.                                                                                       | Heian-Zeit, 904                    | Eine Schriftrolle (17 Seiten), Tinte auf Papier, 29,6 × 870 cm                           | Kōfuku-ji, Nara, Präfektur Nara                                                     |      |
| Tosa Tagebuch (土左日記, Tosa Nikki)                                               | Abschrift von Fujiwara no Tameie    | Getreue Abschrift des Originals von Ki no Tsurayuki aus dem 10. Jahrhundert | Kamakura-Zeit, 1236                | Ein gebundenes Buch, Tinte auf Papier, 16,8 × 15,3 cm, 50 Seiten                         | Aoyama-Grundschule Osaka (大阪青山学園, Ōsaka Aoyama gakuen), Minō, Präfektur Osaka |      |
| Tosa Tagebuch (土佐日記 Tosa nikki)                                                | Niederschrift von Fujiwara no Teika | Getreue Abschrift des Originals von Ki no Tsurayuki aus dem 10. Jahrhundert | Kamakura-Zeit, 1235                | Ein gebundenes Buch, Tinte auf Papier                                                    | Maeda Ikutokukai, Tokio                                                             |      |
| „Drei Kleinode in Wort und Bild“ (三宝絵詞 Sanbō Ekotoba)                          | unbekannt                           | Illustrierte Auslegung der drei buddhistischen Konzepte: Buddha, Dharma und Sangha, Duplikat des Originals von Minamoto no Tamenori (源為憲,? – 1011) | Kamakura-Zeit, 1273                | Drei Bücher, Tinte auf Papier, Abmessung: 27,5 × 16,7 cm                                 | Nationalmuseum Tokio, Tokio                                                         |      |
| Wakan rōeishū (Ashide-e-Technik) (芦手絵和漢朗詠抄, Ashide-e wakan rōeishō)        | Fujiwara no Koreyuki (藤原伊行)     | Kombination aus Schrift und dekorativen Elementen (in der sog. Ashide-e-Technik): Schilf, fliegende Vögel, Felsen und Räder, in Marineblau, grün-blau, rotbraun und silber                                                                                             | späte Heian-Zeit, 1160             | Zwei Schriftrollen, Tinte auf Papier, 27,9 × 367,9 cm und 27,9 × 422,9 cm                | Nationalmuseum Kyōto, Kyōto                                                         |      |
| Wakan rōeishū, Rolle 2 (倭漢抄下巻, wakanshō gekan), Konoe-Ausgabe                 | Fujiwara no Yukinari zugeschrieben  | Geschrieben auf Papier mit Pflanzenmotiven und den Mustern von Schildkrötenpanzern | Heian-Zeit, 11. Jahrhundert        | Zwei Schriftrollen, Tinte auf Schmuckpapier im Fünf-Farben-Design (彩牋, Saisen)         | Yōmei Bunko, Kyōto                                                                  |      |
| Wakan rōeishū (倭漢朗詠抄, wakan rōeishō), Teile von Rolle 2 auch Ōtagire (太田切) | Fujiwara no Yukinari zugeschrieben  | überliefert durch die Ōta-Familie, Daimyōs der Kakegawa-Lehens | Heian-Zeit, frühes 11. Jahrhundert | Zwei Schriftrollen, Tinte auf Schmuckpapier, Höhe: 25,7 cm, Länge: 337,3 cm und 274,4 cm | Seikadō-Bunko-Kunstmuseum, Tokio                                                    |      |
| „Geschichtensammlung von Jetzt und Einst“ (今昔物語集, Konjaku Monogatarishū)      | unbekannt                           | „Geschichtensammlung von Jetzt und Einst“ | späte Heian-Zeit                   | Neun gebundene Bücher mit fukuro-toji Bindung (Bde. 2, 5, 7, 9, 10, 12, 17, 27, 29)      | Universität Kyōto, Kyōto                                                            |      |
| Kommentar zum Genji Monogatari (源氏物語奥入 Genji Monogatari okuiri)              | Fujiwara no Teika                   | Ältester erhaltener Kommentar zum Genji Monogatari | Kamakura-Zeit, ca. 1233            | Eine Schriftrolle, Tinte auf Papier                                                      | Privatbesitz, Kyōto                                                                 |      |

### Schriftstücke zur Geschichte und historische Erzählungen
Die ältesten japanischen Schriftdokumente sind umfangreiche historische Aufzeichnungen wie das Kojiki und das Nihon Shoki und die Fudoki, Chroniken über die Provinzen Japans, die auf kaiserliche Order hin im frühen 8. Jahrhundert entstanden. Diese Texte dienten im Besonderen dazu, die politische Herrschaft in einem sich entwickelnden zentralistischen Staatsgebilde zu legitimieren, indem die Ahnenreihe der Herrscher auf das Pantheon der japanischen Götter zurückgeführt wurde. So werden im Kojiki von Ō no Yasumaro der mythologische Ursprung Japans und historische Ereignisse bis 628 berichtet. Das etwas später, vermutlich auf Veranlassung des Tenmu-Tennō entstandene Nihon Shoki kann als eine detailliertere Version des Kojiki betrachtet werden, die Datierungen und Varianten der Mythen bis zum Jahr 697 umfasst. Es folgt dem chinesischen Vorbild der 24 Dynastiegeschichten in Stil und Sprache getreuer als das Kojiki. Beide Werke bilden zudem die ideengeschichtliche wie historische Grundlage des Shintō.
713 veranlasste Kaiserin Genmei die Gouverneure amtliche Berichte zur Geschichte, Geographie und den Volksbräuchen ihrer Provinzen abzufassen. Diese Berichte sind unter der Bezeichnung Fudoki bekannt; von den mehr als 60 erstellten Fudoki aus dem frühen 8. Jahrhundert sind lediglich fünf erhalten geblieben: darunter das vollständig überlieferte Izumo Fudoki (733) und die fragmentarisch überkommenen Bungo (um 730), Harima (ca. 715), Hitachi (714–718) und Hizen-Fudoki (um 730). Darüber hinaus wurden nach chinesischem Vorbild und über einen Zeitraum von 200 Jahren hinweg die „Sechs Reichsannalen“ (Rikkokushi), deren erste das Nihon Shoki war, verfasst. Auf der Grundlage dieser Reichsannalen stellte Sugawara no Michizane das thematisch und chronologisch gegliederte Ruijū Kokushi zusammen, das 892 vollendet wurde.
Mit der Einstellung der offiziellen Gesandtschaften nach China und der Abkehr von chinesischen Einrichtungen und Sitten im späten 9. Jahrhundert wandte man sich auch bei der Kompilierung von Chroniken und Geschichtswerken vom Vorbild chinesischer Dynastiegeschichten ab. Mit der Entwicklung der Kana-Schrift entstanden auch für Japan eigentümliche Formen der Literatur wie das Monogatari. Eine der neuen, sich während der Regentschaft des Fujiwara-Klans herausbildenden Formen war das rekishi monogatari, die historische Erzählung, deren Merkmal die szenische Gestaltung, beeinflusst von fiktionaler Literatur wie dem Genji Monogatari, sie grundlegend von den früheren historischen Schriften unterschied. Die älteste historische Erzählung ist das Eiga Monogatari, das eine Lobpreisung der Fujiwara-Familie von 946 bis 1027 und insbesondere Fujiwara Michinaga darstellt. Man nimmt an, dass es von der Hofdame Akazome Emon vermutlich kurz nach dem Tod von Michinaga 1027 geschrieben wurde.
In der Kategorie historische Aufzeichnungen und Erzählungen sind elf Schriftstücke als Nationalschatz deklariert: darunter eine Handschrift des Kojiki, fünf des Nihon Shoki, das Harima und das Hizen Fudoki, zwei Handschriften des Ruijū Kokushi und eine des Eiga Monogatari. Mit Ausnahme des Eiga Monogatari sind alle diese Nationalschätze Abschriften aus späterer Zeit, die aus verschiedenen fragmentarischen Handschriften zusammengestellt und abgeleitet wurden.
| Name | Verfasser                                    | Anmerkungen | Datum                                                                            | Format | Aufbewahrungsort                                                                                            | Bild |
| --- | -------------------------------------------- | --- | -------------------------------------------------------------------------------- | --- | --- | ---- |
| „Aufzeichnung alter Geschehnisse“ (古事記), Kojiki, Shinpukuji-Manuskript (真福寺本)                                 | Abschrift des Mönchs Ken’yu (賢瑜)           | Älteste erhaltene Abschrift des Kojiki | Namboku-chō, 1371–1372                                                           | Drei gebundene Bücher | Ōsukannon (大須観音) Hōshō-in (宝生院), Nagoya, Präfektur Aichi                                             |      |
| „Chronik Japans in einzelnen Schriften“ (日本書紀) Nihon Shoki, Maeda-Ausgabe                                        | unbekannt                                    | Bestandteil der „Sechs Reichsgeschichten“ (Rikkokushi), überliefert durch die Maeda-Familie                                                                       | Heian-Zeit, 11. Jahrhundert                                                      | Vier Schriftrollen (Rollen Nr. 11, 14, 17, 20), Tinte auf Papier | Maeda Ikutokukai, Tokio                                                                                     |      |
| „Chronik Japans in einzelnen Schriften“ (日本書紀) Nihon Shoki, Iwasaki-Ausgabe                                      | unbekannt                                    | Bestandteil der „Sechs Reichsgeschichten“ (Rikkokushi), überliefert durch die Iwasaki-Familie                                                                     | Heian-Zeit, etwa 1100                                                            | Zwei Schriftrollen (Rolle Nr. 22 und 24: „Kaiserin Suiko“, „Tennō Jomei“), Tinte auf Papier | Nationalmuseum Kyōto, Kyōto                                                                                 |      |
| Das Zeitalter der Götter, Kapitel aus der „Chronik Japans“ (日本書紀神代巻, Nihon Shoki jindai-kan), Yoshida-Ausgabe | Urabe Kanekata 卜部兼方                      | Mit einer Nachschrift von Urabe Kanekata, überliefert durch den Yoshida-Zweig der Urabe-Familie, Bestandteil der „Sechs Reichsgeschichten“ (Rikkokushi)           | Kamakura-Zeit, 1286                                                              | Zwei Schriftrollen (Rolle Nr. 1 und 2), Tinte auf Papier, Maße: 29,7 × 3012 cm und 30,3 × 3386 cm                                                                                               | Nationalmuseum Kyōto, Kyōto                                                                                 |      |
| Das Zeitalter der Götter, Kapitel aus der „Chronik Japans“ (日本書紀神代巻, Nihon Shoki jindai-kan), Yoshida-Ausgabe | Abschrift und Nachschrift von Urabe Kanekata | Überliefert durch den Yoshida-Zweig der Urabe-Familie, Bestandteil der „Sechs Reichsgeschichten“ (Rikkokushi)                                                     | Kamakura-Zeit, 1303                                                              | Zwei Schriftrollen (Rolle Nr. 1 und 2), Tinte auf Papier, 29 × 2550 cm and 29 × 2311 cm | Bibliothek der Tenri-Universität, Tenri, Präfektur Nara                                                     |      |
| „Chronik Japans in einzelnen Schriften“ (日本書紀) Nihon Shoki, Tanaka-Ausgabe                                       | unbekannt                                    | Älteste erhaltene Abschrift des Nihon Shoki, beinhaltet auf der Rückseite eine Sammlung der Schriften von Kūkai aus der späten Heian-Zeit                         | Heian-Zeit, 9. Jahrhundert                                                       | Teilstücke (neun von elf Blättern, erste und letzte Seite verschollen) einer Schriftrolle (Rolle 10: „Tennō Ōjin“), Tinte auf Papier, 28,0 × 566,0 cm                                           | Nationalmuseum Nara, Nara, Präfektur Nara                                                                   |      |
| Harima Fudoki (播磨国風土記, Harima no kuni fudoki)                                                                  | unbekannt                                    | Abschrift der Regionalchronik der Provinz Harima aus der frühen Nara-Zeit, ältestes erhaltenes Fudoki-Manuskript                                                  | Ende der Heian-Zeit                                                              | Eine Schriftrolle, Tinte auf Papier, 28,0 × 886,0 cm | Bibliothek der Tenri-Universität, Tenri, Präfektur Nara                                                     |      |
| Hizen Fudoki (肥前国風土記, Hizen no kuni fudoki)                                                                    | unbekannt                                    | Abschrift der Regionalchronik der Provinz Hizen aus der frühen Nara-Zeit                                                                                          | Kamakura-Zeit                                                                    | Ein gebundenes Buch | in Privatbesitz, aufbewahrt im Historischen Museum Kagawa, Takamatsu, Präfektur Kagawa                      |      |
| Ruijū Kokushi (類聚国史)                                                                                             | unbekannt                                    | Sammlung von Maeda Tsunanori, eines der ältesten erhaltenen Manuskripte des Ruijū Kokushi                                                                         | Heian-Zeit, 12. Jahrhundert                                                      | Vier Schriftrollen (Rollen Nr. 165, 171, 177, 179), Tinte auf Papier | Maeda Ikutokukai, Tokio                                                                                     |      |
| Ruijū Kokushi (類聚国史)                                                                                             | unbekannt                                    | Früher im Besitz von Kanō Kōkichi, einem promovierten Literaturwissenschaftler der Universität Kyōto, eines der ältesten erhaltenen Manuskripte des Ruijū Kokushi | späte Heian-Zeit                                                                 | Eine Schriftrolle (Nr. 25), 27,9 × 159,4 cm | Tōhoku-Universität, Sendai, Präfektur Miyagi                                                                |      |
| „Erzählung von Glanz und Pracht“ (栄花物語, Eiga Monogatari)                                                         | unbekannt                                    | Erzählung (Monogatari) vom Leben des Aristokraten Fujiwara no Michinaga, ältestes erhaltenes Manuskript, überliefert durch die Sanjōnishi-Familie                 | Kamakura-Zeit (Ōgata-Ausgabe: mittlere -, Masugata-Ausgabe: frühe Kamakura-Zeit) | 17 gebundene Bücher: 10 von der Ōgata-Ausgabe (bis Rolle 20), 7 von der Masugata-Ausgabe (bis Rolle 40), Tinte auf Papier, 30,6 × 24,2 cm (Ōgata-Ausgabe) und 16,3 × 14,9 cm (Masugata-Ausgabe) | data-sort-value="Fukuoka Dazaifu Nationalmuseum Kyushu"\| Nationalmuseum Kyushu, Dazaifu, Präfektur Fukuoka |      |

### Andere
In diesem Abschnitt finden sich insgesamt 18 Schriftstücke, die zum Nationalschatz deklariert wurden und die sich keinem der vorstehenden Abschnitte zuordnen lassen. Die Schriftstücke gehören zu 14 verschiedenen Textarten, darunter Biografien, Gesetzestexte und Regelbücher, Tempelaufzeichnungen, Notenblätter, ein Medizinbuch und Wörterbücher. Zwei der ältesten Werke sind Biografien des Regenten Shōtoku Taishi aus der Asuka-Zeit. Das Shitennō-ji Engi, vorgeblich eine Autobiografie des Shōtoku Taishi, beschreibt den Shitennō-Tempel.
Der Nationalschatz „Entstehungsgeschichte des Shitennō-ji“ besteht aus zwei Handschriften: aus dem mutmaßlichen Original, das 1007 im Shitennō Tempel entdeckt wurde und aus einer später entstandenen Abschrift von Tennō Go-Daigo. Das ebenfalls deklarierte Jōgū Shōtoku Hōō Teisetsu hingegen, das auf kaiserliche Anordnung hin geschrieben wurde, ist die älteste erhaltene Biografie des Prinzen Shōtoku. Es versammelt Anekdoten, Sagenhaftes und wundersame Naturereignisse, die sich auf Shōtokus buddhistische Ambitionen zur Rechtfertigung seiner weltlichen Regentschaft konzentrieren, womit es den Beginn der Setsuwa-Literatur markiert. Zu den Nationalschätzen gehört außerdem das Enryaku Kōtaishiki von 803, das älteste erhaltene Schriftstück, das Regelungen zu den Provinzgouverneuren von 782 bis 803 enthält.
Das Tenrei Banshō Meigi, das 830 von Kūkai zusammengestellt wurde, basierte auf dem chinesischen Wörterbuch Yupian (玉篇) und ist damit das älteste erhaltene Schriftzeichenlexikon japanischer Provenienz. Das Hifuryaku hingegen ist ein umfangreiches chinesisches Lexikon mit 1000 Faszikeln, das den Gebrauch von Wörtern und Schriftzeichen anhand von mehr als 1500 Beispieltexten erläutert. 831 von Shigeno Sadanushi zusammengestellt ist es das älteste japanische Wörterbuch. Ebenfalls als zwei Nationalschätze deklariert sind die Ausgaben des Ishimpō, der ältesten medizinischen Abhandlung, die 984 von Tanba Yasuyori zusammengestellt wurde. Darin finden sich eine Vielzahl medizinischer und pharmazeutischer Abhandlungen über das Verschreiben von Arzneien, Pflanzenkunde, Hygiene, Akupunktur, Moxibustion, Alchemie und Magie.
Eine wichtige Quelle für das Studium des Kaiserhofes in der Heian-Zeit ist das zwischen 905 und 927 von Tadahira zusammengestellte Engishiki, ein Handbuch von Rechtsgrundsätzen des Ritsuryō-Systems, das auf Geheiß von Tennō Daigo erstellt wurde. Zu den drei hier aufgeführten Ausgaben zählen sowohl die älteste erhaltene Ausgabe (die Kujō-Ausgabe), wie auch die älteste sicher datierbare Ausgabe (die Kongōji-Ausgabe) des Manuskripts. Auch zwei Schriftstücke zur Musik, Kagura wagon hifu. das älteste Kagura-Liederbuch, und ein Saibara-Notenblatt (Saibara fu), das gemeinhin Prinz Munetaka zugeschrieben wird, dessen Entstehung aber aufgrund einer Kalligraphie vermutlich erst Mitte des 11. Jahrhunderts angenommen werden kann, sind als Nationalschätze deklariert.
| Name                                                                                              | Verfasser                                      | Anmerkungen | Datum                                                        | Format | Aufbewahrungsort                                        | Bild |
| ------------------------------------------------------------------------------------------------- | ---------------------------------------------- | --- | ------------------------------------------------------------ | --- | ------------------------------------------------------- | ---- |
| Entstehungsgeschichte des Shitennō-ji (四天王寺縁起, Shitennō-ji engi)                            | Prinz Shōtoku (?) und Go-Daigo (Abschrift)     | Dokument über die Entstehung des Shitennō-ji | Heian-Zeit und Namboku-chō, 1335                             | Zwei Schriftrollen | Shitennō-ji, Osaka                                      |      |
| Biografie des Regenten Shōtoku (上宮聖徳法王帝説, Jōgū Shōtoku Hōō Teisetsu)                      | unbekannt                                      | Biographie von Prinz Shōtoku | Heian-Zeit, 1050 (Teile davon aus dem frühen 8. Jahrhundert) | Eine Rolle, Tinte auf Papier, Abmessung: 26,7 × 228,8 cm                                                                                       | Chion-in, Kyōto                                         |      |
| Enryaku Kōtaishiki (延暦交替式)                                                                   | unbekannt                                      | Ältestes erhaltenes Duplikat des Originals von 803 | Heian-Zeit, ca. 859–877                                      | Eine Schriftrolle, Tinte auf Papier | Ishiyama-dera, Ōtsu, Präfektur Shiga                    |      |
| Schriftzeichenlexikon Tenrei Banshō Meigi (篆隷万象名義)                                          | unbekannt                                      | Ältestes erhaltenes Kanji Lexikon. Abschrift des Originals von Kūkai, ca. 830–835 | Heian-Zeit, 1114                                             | Sechs gebundene Bücher mit fukuro-toji-Bindung, Tinte auf Papier, Abmessung: 26,8 × 14,6 cm                                                    | Kōzan-ji, Kyōto                                         |      |
| Hifuryaku (秘府略)                                                                                | unbekannt                                      | Teile der 1000 Schriftrollen des Hifuryaku, des ältesten japanischen Wörterbuchs von 831 | Heian-Zeit                                                   | Ein Schriftrolle, Tinte auf Papier, Rolle Nr. 868                                                                                              | Maeda Ikutokukai, Tokio                                 |      |
| Ishimpō (医心方), Nakarai-Ausgabe                                                                 | unbekannt                                      | überliefert durch die Familie Nakarai, älteste erhaltene Abschrift des Werkes | Heian-Zeit, 12. Jahrhundert                                  | 30 Rollen, ein Buch im fukuro-toji-Stil, Tinte auf Papier. Maße von Rolle 1: 27,7 × 248,0 cm                                                   | Nationalmuseum Tokio, Tokio                             |      |
| Ishimpō (医心方), Ninna-ji-Ausgabe                                                                | unbekannt                                      | Man nimmt an, dass diese Fassung näher am Original ist als die Nakarai-Ausgabe, da sie weniger Anmerkungen beinhaltet | Heian-Zeit                                                   | Fünf gebundene Bücher, Bde. 1, 5, 7, 9, Teilstück von Bd. 10                                                                                   | Ninna-ji, Kyōto                                         |      |
| Zeremonien aus der Engi-Zeit (延喜式) Engishiki, Kujō-Ausgabe                                     | unbekannt (mehrere Personen)                   | überliefert durch die Familie Kujō, auf der Rückseite von 23 Rollen befinden sich 190 letters Briefe, älteste erhaltene und umfangreichste Ausgabe des Engishiki | Heian-Zeit, 11. Jahrhundert                                  | 27 Schriftrollen, Tinte auf Papier; Maße von Rolle 2: 27,5 × 825,4 cm, Maße von Rolle 39: 28,7 × 1080,2 cm, Maße von Rolle 42: 33,6 × 575,1 cm | Nationalmuseum Tokio, Tokio                             |      |
| Zeremonien aus der Engi-Zeit (延喜式), Engishiki Kongōji-Ausgabe                                  | unbekannt                                      | Älteste erhaltene Ausgabe des Engishiki mit gesicherter Datierung | Heian-Zeit, 1127                                             | Drei Schriftrollen, Tinte auf Papier, Teile von Rolle 12, Rolle 14 und Rolle 16                                                                | Kongō-ji (金剛寺), Kawachinagano, Präfektur Osaka       |      |
| Register von Shinto Schreinen aus dem Engishiki (延喜式神名帳, Engishiki Jinmyōchō)               | unbekannt                                      | Die erhaltenen Kapitel 9 und 10 des Engishiki beinhalten ein Register der Shinto Schreine | Heian-Zeit, 1127                                             | Eine Schriftrolle, Tinte auf Papier, Kapitel 9 und 10                                                                                          | Kongō-ji (金剛寺), Kawachinagano, Präfektur Osaka       |      |
| Geheime Kagura Partitur für japanische Wölbbrettzither (神楽和琴秘譜, Kagura wagon hifu)          | Fujiwara no Michinaga zugeschrieben            | Älteste erhaltene Partitur für Kagura | Heian-Zeit, 10. bis 11. Jahrhundert                          | Eine Schriftrolle, Tinte auf Papier, Abmessung: 28,5 × 398,4 cm                                                                                | Yōmei Bunko, Kyōto                                      |      |
| Handbuch höfischer Bräuche und Zeremonien (北山抄, Hokuzanshō)                                    | unbekannt                                      | Abschrift aus dem frühen 11. Jahrhundert (Original von Fujiwara no Kintō) | Heian-Zeit                                                   | Zwölf Schriftrollen | Maeda Ikutokukai, Tokio                                 |      |
| Manuskript des Handbuchs höfischer Bräuche und Zeremonien, Rolle 10 (稿本北山抄 Kōhon Hokuzanshō) | Fujiwara no Kintō                              | Entwurf des Handbuchs höfischer Bräuche und Zeremonien. Einzige erhaltene Rolle des Originalwerks in der Handschrift des Autors mit ältesten erhaltenen Briefen auf der Rückseite (geschrieben in Kana). Titel der Rolle: Anleitung für den Dienst am Hofe. Als Papier wurden alte Briefe und Dokumente verwendet. | Heian-Zeit, frühes 11. Jahrhundert, vor 1012                 | Eine Schriftrolle, Tinte auf Papier, Abmessung: 30,3 × 1279,0 cm                                                                               | Nationalmuseum Kyōto, Kyōto                             |      |
| Notenblatt mit Saibara Musik (催馬楽譜, Saibara fu)                                               | Prinz Munetaka zugeschrieben                   | Ältestes erhaltenes Saibara-Notenblatt | Heian-Zeit, Mitte des 11. Jahrhunderts                       | Ein Buch mit Fukuro-toji-Bindung, Tinte auf Papier mit flying cloud design, 25,5 × 16,7 cm                                                     | Nabeshima Hōkōkai (鍋島報效会), Saga, Präfektur Saga    |      |
| Kommentiertes Aussprache- und Bedeutungslexikon Ruiju Myōgishō (類聚名義抄), Kanchi-in-Ausgabe    | unbekannt                                      | Älteste vollständig erhaltene Ausgabe; erweiterte und revidierte Ausgabe des Originals aus dem 11. Jahrhundert | Mittlere Kamakura-Zeit                                       | Elf gebundene Bücher | Bibliothek der Tenri-Universität, Tenri, Präfektur Nara |      |
| Omuro sōjōki (御室相承記)                                                                         | unbekannt                                      | | frühe Kamakura-Zeit                                          | Sechs Schriftrollen | Ninna-ji, Kyōto                                         |      |
| Go-Uda tennō shinkan Kōbō Daishiden (後宇多天皇宸翰弘法大師伝)                                    | Go-Uda Tennō                                   | Biographie von Kōbō-Daishi (d. i. Kūkai), Original, Handschrift | Kamakura-Zeit, 21. März 1315                                 | Eine Hängerolle, Tinte auf Seide, Abmessung: 37,3 × 123,6 cm                                                                                   | Daikaku-ji, Kyōto                                       |      |
| Geschichte des Tō-ji (東宝記, Tōhōki)                                                             | herausgegeben von Gōhō (杲宝) und Kenpō (賢宝) | Schatzverzeichnis des Tō-ji | Nanboku-chō bis Muromachi-Zeit                               | Zwölf Schriftrollen, ein Buch gebunden in Fukuro-toji-Bindung                                                                                  | Tō-ji, Kyōto                                            |      |